# NCDMA08
NCDMA08 è una District Management Area della municipalità distrettuale di Siyanda
Il suo territorio  si estende su una superficie di 65.148 km²; la sua popolazione, in base al censimento del 2001, è di 8.688 abitanti.
Questo DMA è noto anche con il nome di Benede Oranje ed è costituito da tre aree non contigue.

## Area 1
L'area  è sita a nord della municipalità distrettuale.

### Fiumi
- Auob
- Nossob

## Area 2
Al centro della municipalità distrettuale è sita la seconda area del DMA.

### Fiumi
- Bak
- Brak
- Dooimansholte
- Doringdam
- Ga-Mmatsheph
- Kuruman
- Olifantsloop

## Area 3
Al centro della municipalità distrettuale è sita la seconda area del DMA.

### Fiumi
- Banksvlei se Holte
- Brabees
- Bul
- Hartbees
- Kaboep
- Keelafsnyleegte
- Koeiamlaagte
- Lat
- Marais
- Mottels
- Narries se Loop
- Sak
- Samoep
- Slang
- Sout

### Dighe
- Rooiberg Dam
- Yas Dam